# Ryan Miller (giocatore di football americano)
Ryan Miller (Littleton, 6 luglio 1989) è un giocatore di football americano statunitense che gioca nel ruolo di offensive tackle per i Denver Broncos della National Football League. Fu scelto dai Cleveland Browns nel corso del quinto giro (140º assoluto) del Draft NFL 2012. Al college ha giocato a football a Colorado.

## Carriera professionistica

### Cleveland Browns
Considerato uno dei miglior prospetti tra le offensive guard del Draft 2012, Miller fu scelto nel corso del quinto giro dai Cleveland Browns. Nella sua stagione da rookie disputò 8 partite, nessuna delle quali come titolare.
Il 27 luglio 2013, subì un infortunio alla testa in allenamento che lo costrinse a saltare tutta la stagione 2013.

### Denver Broncos
L'11 marzo 2014, Miller fu ingaggiato dei Broncos.

## Vittorie e premi
Nessuno

## Statistiche
| Partite totali      | 8 |
| Partite da titolare | 0 |

Statistiche aggiornate alla stagione 2013